# Culen al Scoției
Cuilén mac Ildulb (n. 954 d.Hr. – d. 971 d.Hr., Abingdon-on-Thames, Anglia, Regatul Unit) a fost rege al Scoției (Alba) din 967 până în 971. El a fost unul dintre cei trei fii ai regelui Indulf al Scoției.
Se presupune că acesta a fost implicat în moartea prodecesorului său, Dubh al Scoției care l-a învins pe Culen în lupta din 965.
Cronica regilor din Alba raportează mai multe evenimente din timpul domniei lui Culen. Se spune că fiul lui Breodalach a fost ucis în Lothian, Cellach, Episcopul de Cennrígmonaid și Mael Brigte au murit și ei. Alte decese raportate îi includ pe Domnall mac Cairill și Mael Brigte mac Dubacain, identintățile lor fiind necunoscute, însă ei trebuie să fi fost oameni importanți. Mael Brigte ar putea fi un fiu al Dubacan mac Indrechtaig, Mormaer de Angus, care a fost ucis în bătălia de la Brunanburh în 937.
În 971, Culen, împreună cu fratele său Eochaid, au fost uciși într-o sală în flăcări în Lothian de către Amdarch, un prinț din Strathclyde. Uciderea a fost declarată a fi o răzbunare pentru violul fiicei sale Amdarch, produs de Culen. Cronica regilor din Alba nu spune că a fost îngropat la Iona.
Culen a fost urmat la tron de fratele lui Dubh, Kenneth al II-lea, care a condus pentru o perioadă scurtă de timp. Fiul lui Culen, Constantin al III-lea a fost rege mai târziu.